# Mas Riusec
El Mas Riusec és una obra del municipi d'Artés (Bages) inclosa en l'Inventari del Patrimoni Arquitectònic de Catalunya.

## Descripció
Es tracta d'una casa de planta rectangular amb coberta a doble vessant. Avui s'accedeix al mas per la façana nord, mitjançant una escala que condueix a la porta principal, rectangular i adovellada. Als murs de migdia hi ha una doble galeria de tres ulls amb l'arc construït en maó, a les golfes té tres respiradors, també en maó, que es sobreposen a la galeria. Té dos contraforts a l'oest i al sud. Dominen els balcons amb baranes forjades. La part est és la més antiga, correspon a la façana primitiva i encara manté l'antic portal d'entrada, de mig punt i adovellat. La resta d'obertures d'aquest mur conserven l'adovellat, mentre que a la resta de parets l'adovellament s'ha perdut i ha estat substituït per maó. Els carreus de les cantonades són ben treballats.

## Història
El mas és datat des de 1199. Al SXVIII i XIX el conreu principal del mas era la vinya. Sempre ha estat habitat pels propietaris.
L'estructura actual de la casa data del s. XIX, fins aquest moment el mas era molt més reduït (més o menys una tercera part de l'actual) i només comptava amb el que avui és la part est de la construcció. Al XVIII ja s'hi van fer reformes importants (llinda de 1783), però les més definitives foren les de 1880. L'interior és molt reformat.